# Clasmodosaurus spatula
Il clasmodosauro (Clasmodosaurus spatula) è un dinosauro erbivoro, probabilmente appartenente ai sauropodi. Visse nel Cretaceo superiore (Santoniano/Campaniano, circa 80 milioni di anni fa) e i suoi resti fossili sono stati ritrovati in Argentina. L'identità è dubbia.

## Classificazione
Questo dinosauro è noto soltanto grazie ad alcuni denti fossili, descritti dal paleontologo Florentino Ameghino nel 1898. Lo studioso attribuì i resti ai dinosauri sauropodi, all'epoca poco conosciuti nel continente sudamericano; secondo Ameghino, i denti possedevano una corona più ampia della radice, la cui parte inferiore era aperta alla base, come nei mammiferi xenartri. Attualmente Clasmodosaurus (il cui nome deriva dal greco e significa "lucertola dai denti spezzati") è ritenuto un nomen dubium, dalle caratteristiche troppo indistinte per essere classificato validamente a livello di genere e di famiglia. 